# 민기얀 세묘노프
민기얀 아르투로비치 세묘노프(러시아어: Мингия́н Арту́рович Семёнов, 1990년 5월 11일 ~ )는 러시아의 그레코로만형 레슬링 선수이다. 2012년 런던 올림픽 -55kg급에서 동메달을 획득했고, 2014년 세계 레슬링 선수권 대회에서 -59kg급 은메달을 획득하였다.